# Кай (Яманасі)

35°39′39″ пн. ш. 138°30′57″ сх. д. / 35.66083° пн. ш. 138.51583° сх. д.
Ка́й (яп. 甲斐市, かいし, МФА: [kai̯ ɕi̥]) — місто в Японії, в префектурі Яманасі.

## Короткі відомості
Розташоване в центральній частині префектури, на східному березі річки Каманасі. Виникло на основі середньовічних сільських поселень, що спеціалізувалися на виготовленні бавовни. Засноване 1 вересня 2004 року шляхом об'єднання містечок Рюо, Сікісіма, Футаба. Основою економіки є сільське господарство, вирощування винограду, виготовлення електротоварів, інформаційні технології, комерція. В місті розташована дамба Сінґена, побудована в 16 столітті японським полководцем Такедою Сінґеном. Станом на 1 квітня 2009 площа міста становила 71,94 км². Станом на 1 липня 2011 населення міста становило 73 800 осіб.